# Blind Moon〜女子校生吸血鬼伝説〜
『Blind Moon〜女子校生吸血鬼伝説〜』（泰: จันทร์แรม, 英: Blind Moon, Janram）は、2006年に製作されたタイの映画。日本では劇場未公開でDVDが発売された。
主演はタイのモデルのジンタナ・アロミエン（Jintana Aromyen）。

## キャスト
- ジェーン：ジンタナ・アロミエン
- ミン

## DVD日本語版製作スタッフ
- エグゼクティブプロデューサー：山崎英樹
- プロデューサー：和田祐介、宮下勝年
- 翻訳：Iain Gibb
- 字幕制作：坂本ゆかり
- 編集：越田ヤスヲ
- 製作：カルトーニ株式会社
- 発売・販売：株式会社GPミュージアムソフト